# Caraz (distrito)
O Distrito peruano de Caraz é um dos dez distritos que formam a Província de Huaylas, situada no Ancash, pertencente a Região Ancash, Peru.

## Transporte
O distrito de Caraz é servido pela seguinte rodovia:
- PE-3N, que liga o distrito de La Oroya (Região de Junín) à Puerto Vado Grande (Fronteira Equador-Peru) no distrito de Ayabaca (Região de Piura)
- AN-104, que liga a cidade ao distrito de Samanco[1][2][3]